# Viola thasia
Viola thasia är en violväxtart som beskrevs av Wilhelm Becker. Viola thasia ingår i släktet violer, och familjen violväxter. Inga underarter finns listade i Catalogue of Life.